# A közös este (Így jártam anyátokkal)
A közös este az Így jártam anyátokkal című televízió-sorozat első évadának tizenötödik epizódja. Eredetileg 2006. február 27-én vetítették, míg Magyarországon 2008. október 21-én.
Ebben az epizódban Marshall társasjátékos estét szervez, melynek során kiderülnek kínos pillanatok a banda tagjainak életéből. 

## Cselekmény
A csapat Marshalléknál gyűlik össze egy társasjátékozós estére. Marshall nagyon ügyes minden társasjátékban, és mivel Ted megkéri, hogy ne faggassák Victoriát, kitalálja, hogy trükkösen egy saját játékkal, a "Marshmalommal" fogja ezt tenni. Ez a társasjáték számos játék keveréke, kivéve (a nevével ellentétben) a malomé, mert az Marshall szerint béna. A játékszabályok elég zavarosak, a csapat annyit jegyez csak meg, hogy valahányszor valaki felteszi a kérdést: "Mi?", akkor annak innia kell.
Lily megemlíti, hogy találkozott egy Shannon nevű lánnyal. Barney tagadja a létezését is, noha Lily szerint nagyon is jól ismeri őt, és még egy kazettát is átadott. Barney azonnal széttöri a kazettát, mire Lily közli, hogy az Ted diplomaosztós videója volt, az igazi kazetta pedig nála van. Megnézik a videót, amelyen a hippi kinézetű Barney sír Shannon miatt.
Később a bárban találkoznak újra, ahol Barney megígéri, hogy elmeséli élete legkínosabb élményének történetét, ha cserébe a többiek is mesélnek neki. Elmondja, hogy mielőtt "király" lett volna, a Békehadtesthez akart csatlakozni Shannon-nal. Mindketten nagyon békések, gyámoltalanok, és környezetvédő hajlamúak voltak – az akkori Barney nyomokban sem emlékeztet a maira. Egy nap egy öltönyös, nagyképű alak jött be a kávézóba, ahol dolgoztak. Stílusa, ahogy a nőkről beszélt, nem tetszett Barney-nak. Még ugyanaznap Shannon szakított Barney-val, azt hazudva, hogy az apja nem engedi a Békehadtesthez. Valójában azonban az öltönyös alakkal jött össze. Barney teljesen összetörik, és ezután csinálja meg ezt a videót, amit eljuttat Shannon-nak. Néhány héttel később találkoznak újra, amikor a lány felveszi a fizetését. Megtudja tőle, hogy megkapta a videót, amit mindketten láttak, és jól ki is nevették. Az összetört Barney az utcán sétál, amikor a kezébe nyomják egy öltönyös üzlet szórólapját. Levágja a haját, megborotválkozik, kiöltözik, és olyanná válik, mint amilyen napjainkban is. Kiderült, hogy a történet elmesélése előtt elment Shannon-hoz, aki azóta anyuka, és szeretkeztek. Barney könnyezni kezd ettől, majd Lily kérdésére közli, hogy ezek örömkönnyek, mert az ő élete király.
Marshall életének legkínosabb élménye az volt, amikor Lily óvodájában vécére kellett mennie, és szembetalálkozott a gyerekekkel. Robin a lócitromos történetet akarta elmesélni, de Barney szerint ez unalmas. Victoria is elmesélte, de az annyira disznó volt, hogy Jövőbeli Ted azt el nem meséli a gyerekeinek. Lily is elmeséli a sztoriját, amikor szexeltek Marshall-lal, és az anyja mindent hallott telefonon keresztül. Tednek pedig azt a történetet kell elmesélnie, amikor az első randi után véletlenül összehányta Robin lábtörlőjét. Robin szerint nagyon kedves volt tőle, hogy aznap este még vissza akart jönni, hogy megcsókolja őt. Victoria ennek hatására veszi először észre, hogy Ted és Robin között van valami kimondatlan érzelem.

## Kontinuitás
- Barney "Öltözz ki!" frázisának az eredete ebben a részben látható.
- Ted sztorija közvetlenül "A kezdetek" című rész történései után zajlik.
- Robin lócitromba esése "Az ing visszatér" című epizódban volt.
- Lily meg sem lepődött a sztorija szerint, hogy Mrs. Eriksen süteményeiben majonéz is van. "A pulykával tömött pocak" című rész óta tudható, hogy Eriksenék szeretnek mindenbe majonézt tenni.
- Marshall meglepődött, amikor kiderült, hogy "Az ananász incidens" című részben egyébként is megdőlt "rókamentes móka '93 óta" tézise már korábban érvényét vesztette.
- Jövőbeli Ted utalt arra, hogy aznap este nem derült ki minden titok. Robin Ted iránt érzett érzései ugyanis még nem kerültek kimondásra, bár korábbi részekben megmutatkoztak.

## Jövőbeli visszautalások
- Későbbi epizódokban ("Atlantic City", "Arrivederci, Fiero", "A Shelter-sziget", "Mosolyt!", "Noretta", "Legyen Ön is keresztszülő!") Marshall társasjátékokban való sikere és új játékok kitalálása iránti vonzalma is megmutatkozik.
- Jövőbeli Ted megjegyzése, hogy aznap nem derült ki minden titok, utalás arra is, hogy Robin még adós élete legkínosabb élményével, mely a "Pofogadás" című részben derül ki.
- Barney sosem feküdt le Shannon-nal, így annak története, hogy vesztette el a szüzességét, az "Először New York-ban" és "A görcs" című részeknek a tárgya.
- A "Kisfiúk" című részben Marshall megemlíti, hogy az anyja egyszer a telefonon keresztül végighallgatta, ahogy szexelnek.
- Barney öltönyös korszaka előtti kinézete "A görcs" és a "Skótdudások" című részben kerül még bemutatásra; utóbbiban Marshall gúnyolódik is rajta.
- A "Szívzűrök" című részből kiderül, hogy Barneynak rengeteg anyaga van, amivel zsarolhatja a barátait.
- "A kacsás nyakkendő" című részben, amikor Victoria és Ted újra találkoznak, Ted elmondja, hogy bár többször játszották, azóta sem érti a Marshmalom játékszabályait.
- A "Szünet ki" című részből kiderül, hogy az öltönyös fickó később Barney főnöke lett (ő adta a KÉRLEK fedőnevű állást neki), és törvényellenes machinációit később felhasználta ellene, mint az FBI beépített ügynöke, és ezt a bosszúját 15 évig tartogatta, csak Shannon miatt.

## Érdekességek
- Ted visszaemlékezésében "A kezdetek" című epizód jelenetei nem pontosan olyanok, mint ahogy akkor voltak láthatóak. Ranjit felsőjének más a színe, Ted nyakkendője pedig csíkos.
- Barney visszaemlékezésében a kávézóban a könyvespolcon látható Orson Scott Card "Árnyékbábok" című kötete, ami 2002-ben jelent meg, a visszaemlékezés viszont évekkel korábban játszódik.
- Barney átváltozása hasonlít Darth Vader-ére a "Star Wars III: A Sith-ek bosszúja" című filmből.
- Ez az első epizód a sorozat során, amelyik nem a főcímdallal kezdődik.

## Vendégszereplők
- Ashley Williams – Victoria
- Katie Walder – Shannon
- Mark Derwin – Greg Fisher
- Suzie Plakson – Judy Eriksen
- Marshall Manesh – Ranjit

## Zene
- My Morning Jacket – Off The Record